# Orthogeomys heterodus
Espèce
Statut de conservation UICN

 LC  : Préoccupation mineure
Orthogeomys heterodus est une espèce de rongeurs de la famille des géomyidés, qui comprend des mammifères appelés gaufres ou rats à poche, c'est-à-dire à larges abajoues. Cette espèce est endémique du Costa Rica.
L'espèce a été décrite pour la première fois en 1865 par Wilhelm Peters (1815-1883) un zoologiste et explorateur allemand.